# Camel Trail

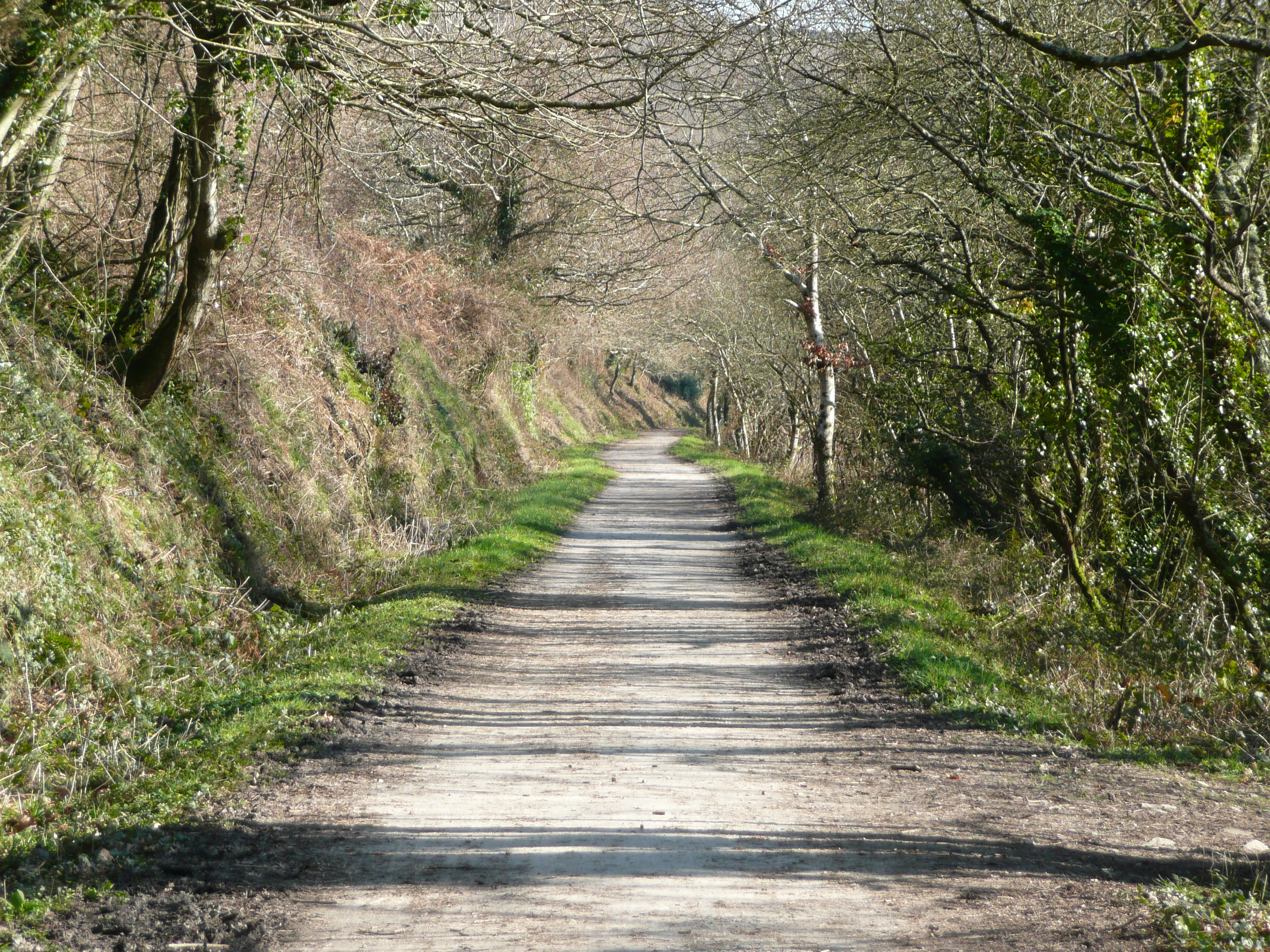
Camel Trail

Camel Trail – pieszy, konny i rowerowy szlak turystyczny w Wielkiej Brytanii prowadzący z Padstow do Poley's Bridge przez Bodmin. Jego całkowita długość wynosi 28 km a czas jego przejechania rowerem wynosi 2h 15 min. Szlak powstał w r. 2001, a utrzymują je władze lokalne Kornwalii. Rocznie przebywa go 350 000 turystów

## Przebieg
Szlak prowadzi torowiskiem kolei rozebranej i zlikwidowanej w r. 1967 w ramach tzw. Beeching Axe, następnie zamienionym w drogę bitą. Rozpoczyna się w Padstow, skąd biegnie do Wadebridge wzdłuż estuarium rzeki Camel. Część szlaku wiedzie przez teren chroniony o statusie Area of Outstanding Natural Beauty. Częściowo uzupełnia się z innym szlakiem kornwalijskim, Saints' Way.

## Turystyka
Przy szlaku działa szereg wypożyczalni rowerów.